# Marie-Thérèse Delafosse
Pour les articles homonymes, voir Delafosse.
 (septembre 2022).
Si vous disposez d'ouvrages ou d'articles de référence ou si vous connaissez des sites web de qualité traitant du thème abordé ici, merci de compléter l'article en donnant les références utiles à sa vérifiabilité et en les liant à la section « Notes et références ».
Marie-Thérèse Delafosse est une artiste peintre née à Rouen le 7 janvier 1910 et morte à Amiens le 9 mai 2000. Elle a exposé des portraits et des paysages au Salon des Artistes Français de 1934 à 1945. Elle obtient une médaille d’honneur en 1935 pour un portrait et une d’argent en 1937 pour son tableau nommé Dernières nouvelles,.